# Erlöserkirche (Niederaußem)

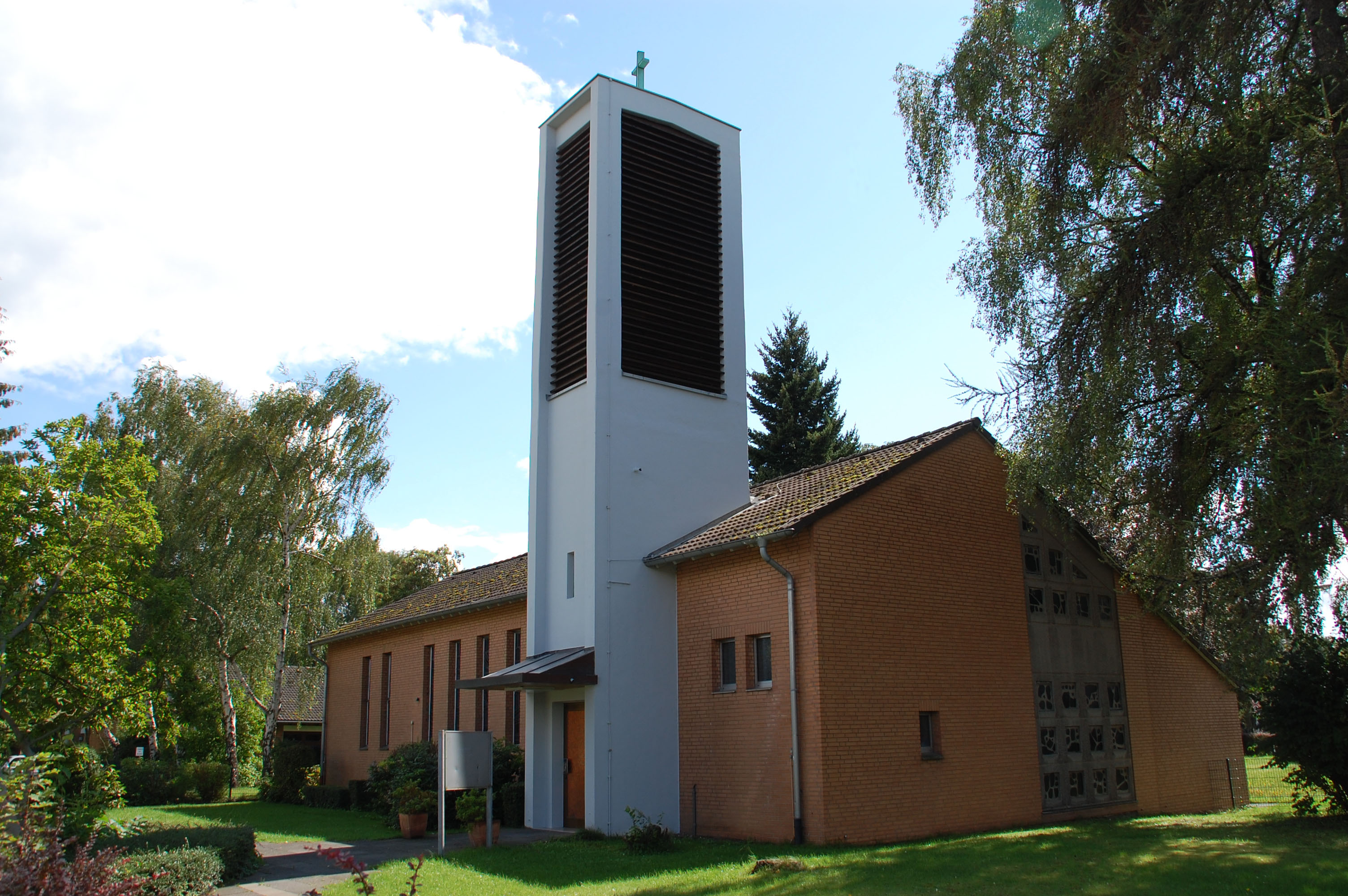
Die Erlöserkirche in Niederaußem (2011)

Die Erlöserkirche (ⓘ) ist die evangelische Kirche der Ortschaften Niederaußem, Oberaußem, Auenheim und Rheidt-Hüchelhoven. Sie befindet sich in Bergheim-Niederaußem  in Nordrhein-Westfalen und gehört zur evangelischen Christusgemeinde an der Glessener Höhe im Kirchenkreis Köln-Nord der Evangelischen Kirche im Rheinland.

## Geschichte

### Gemeinde
Die evangelische Kirchengemeinde Niederaußem geht auf ihre Muttergemeinde in Zieverich zurück. In Niederaußem selbst gab es vor 1945 keine oder zeitweise nur einzelne Protestanten. Nach dem Zweiten Weltkrieg gelangten viele evangelische Christen in die katholisch geprägte Gemeinde Niederaußem. In der Anfangszeit versammelten sich die Gläubigen noch im Betsaal in der Kolonie Fortuna.
Seit Juli 2009 werden die Pfarrstellen von Niederaußem und Glessen gemeinsam durch einen Pfarrer betreut.

### Kirche

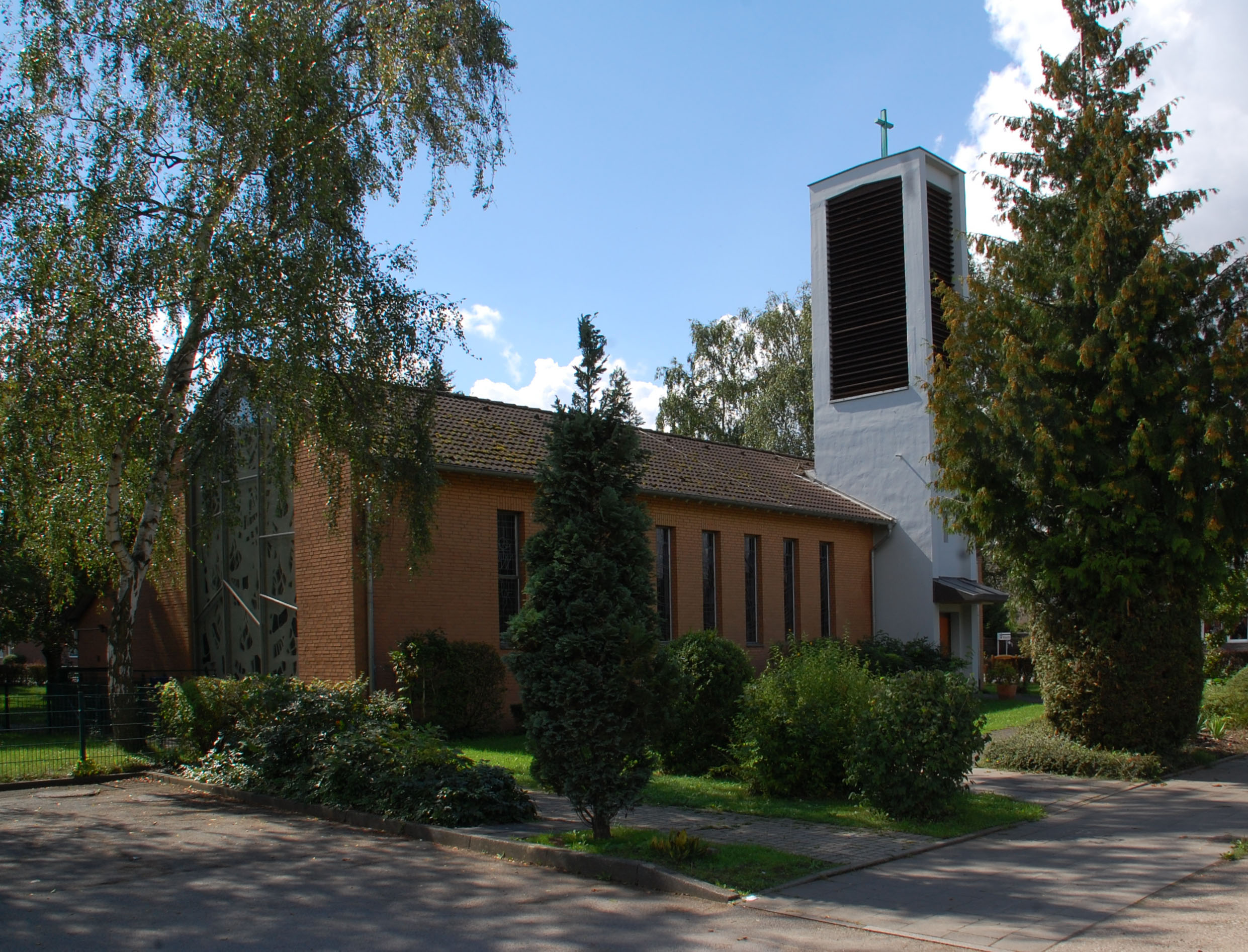
Erlöserkirche, 2011

1953 wurden die ersten Überlegungen zum Bau einer eigenen evangelischen Kirche in Niederaußem angestellt. Im Herbst 1955 wurde auf einem Grundstück an der Oberaußemer Straße mit dem Bau begonnen, und am 25. November 1956 wurde die Kirche eingeweiht. Sie bestand aus einem schlichten Sakralraum in Form einer einschiffigen Saalkirche, mit einer Empore an der Ostseite und einem darunterliegenden, vom Hauptraum durch eine Faltwand abtrennbaren Veranstaltungsraum für die Jugend und kirchliche Vereine sowie einem Kirchturm mit dem Kirchenzugang von außen und der Sakristei.
Am 1. Oktober 1959 erhielt die zuvor namenlose Kirche ihren Namen. Die immer weiter wachsende Zahl der Gemeindeglieder machte bereits nach wenigen Jahren eine Erweiterung der Kirche notwendig; dieses Vorhaben wurde 1963/1964 realisiert, womit die Entwicklung der Gemeinde von einem Betsaal zu einer Kirche mit Gemeinderäumen auch baulich vollzogen wurde. Die Sitzplatzzahl des Sakralraumes wurde dabei von 170 auf 280 erhöht.
An der Südseite der Kirche wurde ein Anbau mit Erd- und Untergeschoss erstellt, in dem mehrere Räume für die Gemeinde- und Jugendarbeit mit Nebenräumen wie Abstellräume und Toilettenanlagen sowie ein neuer Sakristei-Raum untergebracht wurden. Das Kirchenschiff wurde um ca. 4,5 Meter in Richtung Altarbereich verlängert und innen mit einer Empore an der Südseite ausgestattet. Zu den bisher fünf großen Fenstern in der Nordwand kamen im Verlängerungsbereich zwei Fenster hinzu. Die frühere Putzfassade erhielt eine Verkleidung mit einem gelben Klinker. Der bisher ca. 23 Meter hohe Kirchturm wurde um ca. 2,5 Meter erhöht und mit einem flach geneigten Satteldach sowie mit Schallluken aus Betonwabenteilen ausgestattet. Im Bereich der neu erstellten Altargiebelwand wurde eine künstlerisch gestaltete Konstruktion aus farbigem Glas und Betonteilen erstellt. Auch in der sonstigen Materialwahl und Ausstattung spiegelte sich die typische Architektursprache der sechziger Jahre wider.
1978 wurde eine Erneuerung der sieben großen Fenster an der Nordseite der Kirche beschlossen. Der Einbau der künstlerisch gestalteten Kirchenfenster erfolgte Anfang 1980. 
2001 bis 2004 wurde ein Gesamtkonzepts für eine Sanierung des Sakralraumes sowie einem Erweiterungsbau mit einem größeren Gemeinderaum, Foyer und Küche entworfen. 2006 wurde die gesamte Beleuchtung der Kirche erneuert.

## Architektur

### Kirchenäußeres
Der Entwurf des Architekten Karl Sander aus Bedburg, der sowohl für den Neubau von 1955/1956 als auch für die bauliche Erweiterung 1963/1964 verantwortlich war, basiert auf einem klar gegliederten rechteckigen Baukörper mit einem Satteldach. Der Baukubus wird nur durch den an der Nordseite eingerückten, heute ca. 25,5 Meter hohen Kirchturm unterbrochen. Über dem Anbau an der Südseite mit Sakristei und Gemeinderäumen ist das Hauptdach als Schleppdach weiter heruntergeführt.

### Innenraum
Die beeindruckendsten Elemente des Kirchenraumes sind heute die künstlerisch gestalteten Fenster, die im ursprünglichen Sakralbau von 1956 nicht enthalten waren. 
Dominierend ist dabei die große Altarfensterwand, die vom Boden bis in den Giebel reicht und als Beton-Glas-Wand ausgebildet ist. Sie wurde 1963 von der Künstlerin Johanna L’Hoest (* 1937) aus Düsseldorf entworfen. Sie verwendete als Motive emporsteigende, rote Flammen und im oberen Teil ein Kreuz, das mit einem Lichtkranz umgeben ist. L’Hoest gestaltete auch die kastenförmigen Beton-Glas-Elemente in der gegenüberliegenden Ostgiebelwand, die 1963 das frühere Rundfenster im Emporenbereich ersetzten und vom Boden bis unter die Dachschräge auf der Empore eingebaut wurden. Hier schuf sie eine abstrakte Gestaltung der Glasflächen mit vorwiegend violetten Farbtönen. Die Ausführung erfolgte jeweils durch die Glasmalerwerkstatt Gassen aus Düsseldorf.
In der nördlichen Längswand der Erlöserkirche befinden sich sieben hoch aufragende Fenster in jeweils gleicher Größe, die zunächst nur eine fast durchsichtige, farblose Verglasung hatten und in der Gemeinde als „Fabrikfenster“ bezeichnet wurden. Bei der Erneuerung dieser Fenster im Jahr 1980 wurden die Glasflächen von dem Oberaußemer Künstler Heinz Klein-Arendt (1916–2005) als Bleiglasfenster gestaltet. Der Bildhauer Klein-Arendt, der sich zudem viel mit künstlerischen Schriftgestaltungen beschäftigte, unterteilte die ersten beiden Fenster in Altarnähe in eine obere und untere Hälfte und entwarf für die vier gleich großen Glasflächen eine Gestaltung mit den Namen der vier Evangelisten, Matthäus und Marcus sowie Lukas und Johannes. Für die restlichen fünf Fenster schuf er ein durchgehendes, lichtes Ährenmotiv, wobei er die Ähren als „Symbol der Vergänglichkeit“ wählte.
Auf einer Empore an der Südseite befindet sich die Orgel der Erlöserkirche, die im Jahr 1970 von der Orgelbauwerkstatt Willi Peter aus Köln-Mülheim gebaut wurde. Sie hat elf Register, verteilt auf Hauptwerk, Rückpositiv und Pedalwerk.
Altar, Kanzel und Taufbecken sind aus Holz und stehen erhöht auf einem Altarpodest.

## Glocken
Die Erlöserkirche erhielt im Juni 1959 ihre beiden Glocken, deren Anschaffung durch Spenden ermöglicht wurde und die in der Glockengießerei Rincker in Sinn (Hessen) gegossen wurden. Die größere Glocke trägt die Inschrift „O Land; Land, Land, höre des Herrn Wort“. Die kleinere Gebetsglocke trägt die Inschrift „Zum Gedenken an Peter von Fliesteden 1529–1959“; zur Erinnerung und zum Gedenken an den evangelischen Märtyrer Peter Fliesteden, der aufgrund seines Wirkens als protestantischer Christ 1529 in Melaten bei Köln hingerichtet wurde.